# Protocephalozia ephemeroides
Protocephalozia ephemeroides är en bladmossart som först beskrevs av Richard Spruce, och fick sitt nu gällande namn av Karl von Goebel. Protocephalozia ephemeroides ingår i släktet Protocephalozia och familjen Lepidoziaceae. Inga underarter finns listade i Catalogue of Life.